# Железная Обезьяна (фильм, 1977)
«Железная Обезьяна» — фильм с боевыми искусствами совместного производства Гонконга и Тайваня, в котором режиссёром и исполнителем главной роли выступил Чэнь Гуаньтай. Фильм рассказывает историю мести парня, семью которого казнили власти Цин.

## Сюжет
Маньчжурский верховный командующий желает уничтожить всех бунтарей, так или иначе связанных с Шаолинем. Парень по прозвищу Железный не подозревает, что его отец является лидером повстанческого движения. Тайный маньчжурский агент Ху Энь, внедрившийся в окружение бунтарей, предаёт их лидера. Вся семья предводителя (кроме Железного) схвачена маньчжурами, и верховный командующий назначает их казнь на следующий день. Поскольку главарь движения в плену, верховный командующий хочет поймать и его сына. Осведомлённый о планах властей предупреждает Железного, и ему удаётся сбежать из города и не попасть к армии Цин. Теперь парень становится бродягой и вынужден красть пищу в близлежащем монастыре Шаолинь. Иногда он наблюдает за тренировками обитателей монастыря. Группа тамошних учеников в итоге застаёт бродягу во время одного из визитов и отмечает ловкость гостя, подобную обезьяне. Один из учеников, Фан Ган, гонится за парнем в лес и предлагает ему присоединиться к Шаолиню в качестве ученика. Настоятель монастыря готов принять новобранца, но видит гнев в его глазах. Железный отказывается рассказывать что-либо о себе и о своём прошлом, поэтому настоятель наделяет его новым именем — Железная Обезьяна.
Вскоре Железная Обезьяна показывает себя с хорошей стороны во время тренировок и за короткий срок становится лучшим учеником, но в ущерб дружбы со сверстниками (из-за их зависти). Вскоре руководство монастыря объявляет, что каждый ученик должен выбрать себе специальную технику боевых искусств. Железная Обезьяна выбирает для себя «Кулак обезьяны», сравниться с которой может лишь «Коготь орла». Настоятель посылает лучшего ученика в пустыню на обучение к изгнанному Горькому монаху. За год Железная Обезьяна полностью овладевает выбранной техникой и возвращается в монастырь. Настоятель приветствует возвращение ученика, но чувствует, что он по-прежнему мотивирован ненавистью. Настоятель советует парню устранить свою внутреннюю боль и вернуться в монастырь благоразумным человеком, очищенным от ненависти. В это время главные подчинённые верховного командующего врываются в Шаолинь объявить набор учеников в ряды бойцов армии Цин. Но ученики и монахи верны своим убеждениям, и никто из них не даёт своё согласие, кроме Железной Обезьяны. Подобно предателю отца, Ху Эню, Железная Обезьяна планирует вступить в армию Цин и уничтожить её руководство изнутри. Его конечная цель — приблизиться к верховному командующему, чтобы избавиться от главного виновного в смерти членов его семьи. Но сначала Железная Обезьяна должен проявить себя и доказать свою верность властям.
Верховный командующий не доверяет новичку и даёт ему задание — выслеживать и убивать бунтарей. Железная Обезьяна исполняет приказ, избивая и убивая своих бывших сторонников. Генералы замечают успехи и умения новичка, в результате чего тот получает поощрение. Однако маньчжуры всё ещё не до конца доверяют новобранцу и приказывают ему убивать больше противников Цин. Чем больше парень убивает людей, тем выше продвигается по карьерной лестнице. В конечном итоге Железная Обезьяна поднимается до уровня генералов, которые его завербовали. Тем не менее он так и не получает встречи с верховным командующим. Когда Железная Обезьяна получает приказ отправиться крушить Шаолинь, он понимает, что пришло время выполнить свою задачу. Он противостоит всей «верхушке», начиная от предателя Ху Эня и заканчивая верховным командующим. Последний оказывается экспертом по «Когтю орла» — единственно способному противостоять технике Железной Обезьяны.

## В ролях
| Актёр         | Персонаж                           |
| ------------- | ---------------------------------- |
| Чэнь Гуаньтай | Железная Обезьяна                  |
| Ци Гуаньцзюнь | Фан Ган, шаолиньский ученик        |
| Сунь Цзялинь  | девушка Железной Обезьяны          |
| Цзинь Ган     | верховный командующий              |
| Ши Чжунтянь   | генерал Ба                         |
| Лён Каянь     | генерал Ти                         |
| Ма Цзи        | отец Железной Обезьяны             |
| У Цзясян      | член семьи Железной Обезьяны       |
| Гу Инь        | служанка в семье Железной Обезьяны |
| Чэнь Хуэйлоу  | шаолиньский ученик                 |
| У Ма          | игрок                              |
| Уилсон Тхон   | Ху Энь                             |
| Чэнь Мучуань  | Горький монах                      |
| Ли Ин         | старик, спасший Железную Обезьяну  |
| Лю Иньшан     | мать Железной Обезьяны             |
| Ли Цян        | Цзинь, шаолиньский ученик          |

## Производство и прокат
Непосредственные съёмки фильма были проведены ещё в 1976 году. Чэнь Гуаньтай нарушил условия контракта с киностудией братьев Шао, на которой он снимался в те годы, и поэтому студия обратилась с ходатайством в суд на запрет фильма в Гонконге. Первоначально фильм распространялся под баннером киностудии Golden Harvest, но картина находилась в кинопрокате только один день, 18 ноября 1977 года, до вступления в силу запрета, который продлился до 11 января 1979 года.

## Восприятие
The Encyclopedia of Martial Arts Movies: 
Чэнь Гуаньтай здесь в лучшей форме, и он и Цзинь Ган показывают несколько прекрасных техник во время вступительных титров. Боевые искусства и хореография, без оружия и с оружием, хороши.

HKCinema.ru: 
Классический фильм, сказать о котором уже практически нечего. Всё, что вы можете ожидать от хорошего кунгфу-фильма второй половины 70-х, здесь присутствует в полном объёме...

The Hong Kong Filmography, 1977-1997: A Reference Guide to 1,100 Films Produced by British Hong Kong Studios: 
Очень привлекательная независимая продукция, «Железная Обезьяна» стандартно построена, и сцены тренировок разочаровывающе коротки и организованы без особого своеобразия. Впрочем, кунг-фу хорошее, и режиссура Чэня уверенная, поэтому для фанатов фильмов старой школы с боевыми искусствами этого будет более чем достаточно.